# Castillo de Cocentaina
Castillo de Cocentaina är ett slott i Spanien.   Det ligger i provinsen Provincia de Alicante och regionen Valencia, i den östra delen av landet, 300 km sydost om huvudstaden Madrid. Castillo de Cocentaina ligger 738 meter över havet.
Terrängen runt Castillo de Cocentaina är huvudsakligen kuperad, men åt nordost är den platt. Runt Castillo de Cocentaina är det glesbefolkat, med 8 invånare per kvadratkilometer. Närmaste större samhälle är Alcoy, 5,1 km sydväst om Castillo de Cocentaina. 